# Покровский, Николай Сергеевич
Николай Сергеевич Покровский (1864 г. — 18 марта 1919 г., село Горюшки, Сенгилеевский уезд, Симбирская губерния) — священник Русской православной церкви, в 2006 году включён в Собор новомучеников и исповедников Российских и в Собор Симбирских святых.

## Биография
Родился в 1864 году в семье священника. Обучался в Симбирской духовной семинарии, которую окончил в 1889 году. Служил псаломщиком при Церкви Рождества Христова села Шерауты Буинского уезда Симбирской губернии.
В 1891 году епископом Симбирским и Сызранским Варсонофием рукоположён в диакона, затем в иерея церкви Владимирской иконы Божией Матери села Старое Никулино. Преподавал закон божий в местной земской школе. В 1895 году по указу Симбирской Духовной Консистории переведён в Благовещенский женский монастырь села Кашпир Сызранского уезда, где прослужил 13 лет.
В 1898 году награждён набедренником, в 1906 году — скуфьёй и медалью «В память царствования императора Александра III». В 1907 году, во время неурожая в Поволжье, организовал сбор хлеба для голодающих, за что 12 августа 1908 года получил Высочайшую благодарность Ея Императорского Величества Государыни Марии Феодоровны. В том же году получил благодарность Епархиального училищного совета.
В 1908 году, в соответствии с резолюцией архиепископа Симбирского и Сызранского Иакова, назначен настоятелем храма во имя великомученника Димитрия Солунского села Горюшки Сенгилеевского уезда.
Во время «Чапанной войны», в ночь на 18 марта 1919 года арестован отрядом красноармейцев. Расстрелян по приговору Горюшкинского волостного революционного комитета за «подстрекательство и контрреволюционную напутственную проповедь перед восставшими».

## Семья
Вместе с супругой Еленой воспитывал осиротевшую племянницу Валю.

## Канонизация
В 2006 году решением Священного синода РПЦ по представлению Симбирской епархии был включён в Собор новомучеников и исповедников Российских.